# Scoparia caesia
Scoparia caesia là một loài bướm đêm trong họ Crambidae.